# Xã Lake, Quận Roscommon, Michigan
Xã Lake (tiếng Anh: Lake Township) là một xã thuộc quận Roscommon, tiểu bang Michigan, Hoa Kỳ. Năm 2010, dân số của xã này là 1.215 người.